# George V. Repede
George V. Repede (n. 7 iulie 1889, Rupea) a fost un deputat în Marea Adunare Națională de la Alba Iulia, organismul legislativ reprezentativ al „tuturor românilor din Transilvania, Banat și Țara Ungurească”, cel care a adoptat hotărârea privind Unirea Transilvaniei cu România, la 1 decembrie 1918.

## Biografie
George V. Repede a fost delegat al cercului electoral Cohalm.

## Activitate politică
După 1918 a fost funcționar.